# Parafia św. Jerzego w Ząbkowicach Śląskich
Parafia św. Jerzego – parafia prawosławna w Ząbkowicach Śląskich, w dekanacie Wrocław diecezji wrocławsko-szczecińskiej.
Na terenie parafii funkcjonuje 1 cerkiew:
- cerkiew św. Jerzego w Ząbkowicach Śląskich – parafialna

## Historia
Parafia powstała w 1966. Od początku użytkuje XIV-wieczną, dawną rzymskokatolicką kaplicę szpitalną, przebudowaną w XIX w. W trakcie adaptacji obiektu do potrzeb liturgii prawosławnej (1966–1967), odkryto XIV-wieczny fresk przedstawiający św. Jerzego. W latach 1992–1995 dokonano częściowego remontu cerkwi – m.in. umocniono więźbę dachową, przebudowano ściany, wymieniono posadzkę, odnowiono wnętrze. Po kolejnym remoncie wnętrza cerkiew została konsekrowana (4 lutego 2012).
Parafia ząbkowicka liczyła początkowo 160 wiernych. Wskutek wyjazdu wielu prawosławnych w rodzinne strony (na Podkarpacie i Lubelszczyznę), w 2014 r. do parafii należało kilkanaście osób. Nabożeństwa odprawiane są co dwa tygodnie.

## Wykaz proboszczów
- 1966–1967 – ks. Teodor Kuczyński
- 1967–1985 – ks. Eugeniusz Cebulski
- 1985–1997 – ks. Piotr Sokołowski
- 2000 – 9.07.2009 – ks. Eugeniusz Cebulski
- 9.07.2009 – 2015 – ks. Stanisław Strach
- 2015–2019 – ks. Marcin Prokopiuk
- od 2019 – hieromnich (od 2021 ihumen[1]) Spirydon (Kuziak)[3]